# Clasificación de FIBA Américas para la Copa Mundial de Baloncesto de 2027
La clasificación de FIBA Américas para la Copa Mundial de Baloncesto de 2027 es el tercer torneo de selecciones nacionales de baloncesto que determinará los clasificados por parte del continente americano a la Copa Mundial de 2027 que se disputará en Catar. La competición comenzó en julio de 2024 y culminará en marzo de 2027. FIBA Américas contará con siete cupos para el Mundial.

## Formato
La estructura de la clasificación es la siguiente:
- Preclasificatorios
  - Primera ronda: Los equipos que no hayan participado del Clasificatorio a la FIBA AmeriCup de 2025 se dividen en tres torneos, según las subzonas geográficas. El equipo mejor ubicado de la subzona centroamericana, los dos mejores equipos de la subzona caribeña y el ganador único del play-off sudamericano avanzan a la segunda ronda..
  - Segunda ronda: Los cuatro equipos que avancen en los pre-clasificatorios de la subzona se unen a los cuatro equipos eliminados de los clasificatorios a la FIBA AmeriCup de 2025. Se dividen en dos grupos de cuatro equipos. Los ganadores del grupo y los subcampeones avanzan a los clasificatorios.
- Clasificatorios: Los 12 equipos que clasificaron a la FIBA AmeriCup de 2025 se unen a los cuatro equipos avanzados de la segunda ronda de preclasificatorios. [1]
  - Primera ronda: Los 16 equipos se dividen en cuatro grupos de cuatro equipos para jugar partidos de ida y vuelta. Los tres equipos mejor ubicados de cada grupo avanzan a la segunda ronda.
  - Segunda ronda: Los 12 equipos que avanzaron se dividen en dos nuevos grupos de seis equipos. Todos los resultados de la ronda anterior se transfieren a esta nueva ronda. Los tres equipos mejor ubicados de ambos grupos más el cuarto clasificado con mejor récord se clasifican para la Copa del Mundo.

## Equipos participantes
| Clasificatorios | Segunda ronda de preclasificatorios | Primera ronda de preclasificatorios | Primera ronda de preclasificatorios       | Primera ronda de preclasificatorios |
| Clasificatorios | Segunda ronda de preclasificatorios | Sudamérica                          | Centroamérica                             | Caribe                              |
| --- | ----------------------------------- | ----------------------------------- | ----------------------------------------- | ----------------------------------- |
| Argentina Bahamas Brasil Canadá Colombia Estados Unidos Nicaragua Panamá Puerto Rico República Dominicana Uruguay Venezuela | Chile Cuba México Paraguay          | Bolivia Ecuador                     | Costa Rica El Salvador Guatemala Honduras | Barbados Jamaica                    |

- Paraguay no participará en la segunda ronda y será reemplazado por El Salvador (segundo lugar de la subzona Centroamérica).

## Preclasificatorios

### Primera ronda

#### Preclasificatorio Sudamericano
Solo dos equipos disputaron los preclasificatorios sudamericanos. Jugaron a ida y vuelta con un ganador clasificado para la segunda ronda. 
| Equipo 1 | Agr.    | Equipo 2 | Ida   | Vuelta |
| -------- | ------- | -------- | ----- | ------ |
| Bolivia  | 125–144 | Ecuador  | 59–57 | 66–87  |

| 10 de julio de 2024 | Bolivia                                                       | 59–57                                 | Ecuador                                                                      | Tarija |  |
| 20:00 (UTC-4)       | Parciales: 21-12, 11-16, 15-14, 12-15                         | Parciales: 21-12, 11-16, 15-14, 12-15 | Parciales: 21-12, 11-16, 15-14, 12-15                                        | |  |
|                     | Estadísticas José Pérez (13) André Ribera (9) Ronald Arzé (3) | Reporte Pts Reb Asts                  | Estadísticas (20) Jordan Cárdenas (12) Abraham Barahona (3) Adriano Barreras | Pabellón: Coliseo de Basquetbol Guadalquivir Asistencia: 2,200 espectadores Árbitros: Leonardo Zalazar Claudio Andrés Osorio Vargas Nicolás Zivieri |  |

| 14 de julio de 2024 | Ecuador                                                                             | 87–66                                 | Bolivia                                      | Pasaje |  |
| 19:00 (UTC-5)       | Parciales: 16-19, 21-16, 26-13, 24-18                                               | Parciales: 16-19, 21-16, 26-13, 24-18 | Parciales: 16-19, 21-16, 26-13, 24-18        | |  |
|                     | Estadísticas Jordan Cárdenas (24) A. Barahona, J. Cárdenas (9) Adriano Barreras (5) | Reporte Pts Reb Asts                  | Estadísticas (20) René Calvo (6) Ronald Arzé | Pabellón: Coliseo Cesar Fadul Dibb Árbitros: Fernando Leite Nicolás Daniel Flores Ávalos Franco Anselmo Krivokapich |  |

#### Preclasificatorio centroamericano
Las cuatro selecciones nacionales jugaron la fase de grupos bajo el formato todos contra todos para definir los cruces de Semifinales. Luego, los ganadores de las respectivas Semifinales, se enfrentarán por el título. El equipo que resulte ganador de este evento obtendrá su boleto Pre-Clasificatorio de las Américas a la Copa del Mundo de Baloncesto FIBA 2027, previsto para agosto de 2025.

#### Fase de Grupo
| Pos. | Equipo          | PJ | G | P | PF  | PC  | DP  | Pts |
| ---- | --------------- | -- | - | - | --- | --- | --- | --- |
| 1    | Costa Rica      | 3  | 3 | 0 | 252 | 164 | +88 | 6   |
| 2    | El Salvador (H) | 3  | 2 | 1 | 187 | 204 | −17 | 5   |
| 3    | Guatemala       | 3  | 1 | 2 | 201 | 226 | −25 | 4   |
| 4    | Honduras        | 3  | 0 | 3 | 194 | 240 | −46 | 3   |

 Fuente: FIBA

##### Resultados
| 17 de julio de 2024 | Costa Rica                                                         | 81–76                                 | Honduras                                                                  | San Salvador |  |
| 17:30 (UTC-6)       | Parciales: 19-10, 24-22, 22-18, 16-26                              | Parciales: 19-10, 24-22, 22-18, 16-26 | Parciales: 19-10, 24-22, 22-18, 16-26                                     | |  |
|                     | Estadísticas Daniel Shedden (19) Víctor Arias (6) Isaac Conejo (8) | Reporte Pts Reb Asts                  | Estadísticas (15) Alvin Cacho (11) Clary Bodden (4) M. Guerrero, A. Cacho | Pabellón: Gimnasio Nacional José Adolfo Pineda Árbitros: Krishna Domínguez Grant Alexander Todey Francisco Javier De León Ortega |  |

| 17 de julio de 2024 | El Salvador                                                             | 76–65                                | Guatemala                                                                             | San Salvador                                                                                           |  |
| 20:00 (UTC-6)       | Parciales: 19-17, 7-18, 25-10, 25-20                                    | Parciales: 19-17, 7-18, 25-10, 25-20 | Parciales: 19-17, 7-18, 25-10, 25-20                                                  | |  |
|                     | Estadísticas Marquise Mosley (29) Brayan García (6) Marquise Mosley (6) | Reporte Pts Reb Asts                 | Estadísticas (28) Donalval Ávila Jr. (18) Olaverr Camacho (3) H. Esquivel, O. Camacho | Pabellón: Gimnasio Nacional José Adolfo Pineda Árbitros: Leonardo Zalazar Alan Dos Santos Ryan Langdon |  |

| 18 de julio de 2024 | Guatemala                                                                     | 47–94                                | Costa Rica                                                                      | San Salvador |  |
| 17:30 (UTC-6)       | Parciales: 13-20, 13-25, 13-20, 8-29                                          | Parciales: 13-20, 13-25, 13-20, 8-29 | Parciales: 13-20, 13-25, 13-20, 8-29                                            | |  |
|                     | Estadísticas Donalval Ávila Jr. (14) Donalval Ávila Jr. (7) Rodrigo Oliva (3) | Reporte Pts Reb Asts                 | Estadísticas (12) Daniel Shedden (6) I. Conejo, S. McDonald (7) Steven McDonald | Pabellón: Gimnasio Nacional José Adolfo Pineda Árbitros: Alan Dos Santos Carmelo De la Rosa Álvarez Ryan Langdon |  |

| 18 de julio de 2024 | Honduras                                                              | 62–70                                 | El Salvador                                                             | San Salvador |  |
| 20:00 (UTC-6)       | Parciales: 13-23, 18-20, 18-11, 13-16                                 | Parciales: 13-23, 18-20, 18-11, 13-16 | Parciales: 13-23, 18-20, 18-11, 13-16                                   | |  |
|                     | Estadísticas Alvin Cacho (17) Jafeth Martínez (12) Mauro Guerrero (4) | Reporte Pts Reb Asts                  | Estadísticas (21) Ernesto Rodríguez (8) Brayan García (5) Brayan García | Pabellón: Gimnasio Nacional José Adolfo Pineda Árbitros: Grant Alexander Todey Samuel Hidalgo Francisco Javier De León Ortega |  |

| 19 de julio de 2024 | Honduras                                                              | 56–89                                | Guatemala                                                                        | San Salvador                                                                                              |  |
| 17:30 (UTC-6)       | Parciales: 16-20, 14-20, 18-27, 8-22                                  | Parciales: 16-20, 14-20, 18-27, 8-22 | Parciales: 16-20, 14-20, 18-27, 8-22                                             | |  |
|                     | Estadísticas Jafeth Martínez (19) Jafeth Martínez (6) Alvin Cacho (4) | Reporte Pts Reb Asts                 | Estadísticas (22) Donalval Ávila Jr. (10) Donalval Ávila Jr. (5) Miguel González | Pabellón: Gimnasio Nacional José Adolfo Pineda Árbitros: Krishna Domínguez Alan Dos Santos Samuel Hidalgo |  |

| 19 de julio de 2024 | El Salvador                                                    | 41–77                               | Costa Rica                                                         | San Salvador |  |
| 20:00 (UTC-6)       | Parciales: 15-20, 10-23, 7-14, 9-20                            | Parciales: 15-20, 10-23, 7-14, 9-20 | Parciales: 15-20, 10-23, 7-14, 9-20                                | |  |
|                     | Estadísticas Marcos Menjivar (8) Luis Valle (6) Luis Valle (2) | Reporte Pts Reb Asts                | Estadísticas (15) Daniel Shedden (9) Isaac Conejo (5) Isaac Conejo | Pabellón: Gimnasio Nacional José Adolfo Pineda Árbitros: Leonardo Zalazar Francisco Javier De León Ortega Ryan Langdon |  |

#### Fase eliminatoria
|  | Semifinales | Semifinales | Semifinales |             |    | Final        | Final        | Final        |  |
|  | 20 de julio | 20 de julio | 20 de julio |             |    | 21 de julio  | 21 de julio  | 21 de julio  |  |
|  |             |             |             |             |    |              |              |              |  |
|  |             |             |             |             |    |              |              |              |  |
|  | 1           | Costa Rica  | 67          |             |    |              |              |              |  |
|  | 1           | Costa Rica  | 67          |             |    |              |              |              |  |
|  | 4           | Honduras    | 57          |             |    |              |              |              |  |
|  | 4           | Honduras    | 57          |             | 1  | Costa Rica   | 88           |              |  |
|  |             |             |             |             | 1  | Costa Rica   | 88           |              |  |
|  |             |             | 2           | El Salvador | 56 |              |              |              |  |
|  | 2           | El Salvador | 2           | El Salvador | 56 | 81           |              |              |  |
|  | 2           | El Salvador |             |             |    | 81           |              |              |  |
|  | 3           | Guatemala   | 67          |             |    | Tercer lugar | Tercer lugar | Tercer lugar |  |
|  | 3           | Guatemala   | 67          |             |    | Tercer lugar | Tercer lugar | Tercer lugar |  |
|  |             |             |             |             |    |              |              |              |  |
|  |             |             |             |             |    | 4            | Honduras     | 58           |  |
|  |             |             |             |             |    | 4            | Honduras     | 58           |  |
|  |             |             |             |             |    | 3            | Guatemala    | 46           |  |
|  |             |             |             |             |    | 3            | Guatemala    | 46           |  |
|  |             |             |             |             |    |              |              |              |  |

##### Semifinales
| 20 de julio de 2024 | Costa Rica                                                         | 67–57                                 | Honduras                                                            | San Salvador                                                                                               |  |
| 17:30 (UTC-6)       | Parciales: 17-11, 25-17, 10-13, 15-16                              | Parciales: 17-11, 25-17, 10-13, 15-16 | Parciales: 17-11, 25-17, 10-13, 15-16                               | |  |
|                     | Estadísticas Isaac Conejo (15) Tres jugadores (5) Isaac Conejo (6) | Reporte Pts Reb Asts                  | Estadísticas (12) Alvin Cacho (10) Jafeth Martínez (4) Ornie Brooks | Pabellón: Gimnasio Nacional José Adolfo Pineda Árbitros: Grant Alexander Todey Samuel Hidalgo Ryan Langdon |  |

| 20 de julio de 2024 | El Salvador                                                                 | 81–67                                 | Guatemala                                                                        | San Salvador |  |
| 20:00 (UTC-6)       | Parciales: 23-20, 26-17, 15-17, 17-13                                       | Parciales: 23-20, 26-17, 15-17, 17-13 | Parciales: 23-20, 26-17, 15-17, 17-13                                            | |  |
|                     | Estadísticas Marquise Mosley (18) Brayan García (10) Leonardo Hernández (5) | Reporte Pts Reb Asts                  | Estadísticas (17) Helmut Esquivel (8) C. Catalán, A. De León (4) Helmut Esquivel | Pabellón: Gimnasio Nacional José Adolfo Pineda Árbitros: Alan Dos Santos Carmelo De la Rosa Álvarez Francisco Javier De León Ortega |  |

##### Tercer lugar
| 21 de julio de 2024 | Honduras                                                       | 58–46                               | Guatemala                                                                               | San Salvador                                                                                           |  |
| 17:30 (UTC-6)       | Parciales: 16-14, 17-11, 9-13, 16-8                            | Parciales: 16-14, 17-11, 9-13, 16-8 | Parciales: 16-14, 17-11, 9-13, 16-8                                                     | |  |
|                     | Estadísticas Alvin Cacho (16) Alvin Cacho (13) Alex Alfaro (3) | Reporte Pts Reb Asts                | Estadísticas (20) Donalval Ávila Jr. (14) Helmut Esquivel (3) M. González, D. Ávila Jr. | Pabellón: Gimnasio Nacional José Adolfo Pineda Árbitros: Samuel Hidalgo Ryan Langdon Krishna Domínguez |  |

##### Final
| 21 de julio de 2024 | Costa Rica                                                            | 88–56                                | El Salvador                                                              | San Salvador |  |
| 20:00 (UTC-6)       | Parciales: 21-19, 27-18, 24-8, 16-12                                  | Parciales: 21-19, 27-18, 24-8, 16-12 | Parciales: 21-19, 27-18, 24-8, 16-12                                     | |  |
|                     | Estadísticas Steven McDonald (16) David Shedden (7) Isaac Conejo (10) | Reporte Pts Reb Asts                 | Estadísticas (16) Marquise Mosley (12) Brayan García (2) Marquise Mosley | Pabellón: Gimnasio Nacional José Adolfo Pineda Árbitros: Leonardo Zalazar Grant Alexander Todey Carmelo De la Rosa Álvarez |  |

### Segunda ronda
Cada grupo se jugará bajo el formato todos contra todos y los 2 mejores de cada grupo completarán los 4 cupos restantes a los Clasificatorios de las Américas a la Copa del Mundo de Baloncesto FIBA 2027.
México será el responsable de albergar el Grupo A en la Arena ITSON de Ciudad Obregón del 8 al 10 de agosto de 2025, mientras que Chile recibirá al Grupo B en el Coliseo Antonio Azurmendi, de Valdivia.

#### Grupo A
| Pos. | Equipo     | PJ | G | P | PF  | PC  | DP  | Pts | Clasificación   |
| ---- | ---------- | -- | - | - | --- | --- | --- | --- | --------------- |
| 1    | México (H) | 3  | 3 | 0 | 280 | 205 | +75 | 6   | Clasificatorios |
| 2    | Jamaica    | 3  | 2 | 1 | 242 | 245 | −3  | 5   | Clasificatorios |
| 3    | Barbados   | 3  | 1 | 2 | 240 | 270 | −30 | 4   |                 |
| 4    | Costa Rica | 3  | 0 | 3 | 198 | 240 | −42 | 3   |                 |

 Fuente: FIBA
Todos los horarios son locales (UTC−7).

##### Resultados
| 8 de agosto de 2025 | Barbados                                                                         | 79–101                                | Jamaica                                                                          | Ciudad Obregón                                                                |  |
| 16:00               | Parciales: 21-24, 22-30, 24-24, 12-23                                            | Parciales: 21-24, 22-30, 24-24, 12-23 | Parciales: 21-24, 22-30, 24-24, 12-23                                            |                                                                               |  |
|                     | Estadísticas Kyrone Alexander (28) K. Alexander, C. Thorpe (9) Deroni Hurley (6) | Reporte Pts Reb Asts                  | Estadísticas (20) Romaine Thomas (11) J. Abson, R. Gill (6) P. Foster, S. Reiley | Pabellón: Arena ITSON Árbitros: Daniel García Nicolás Zivieri Cooper Toopings |  |

| 8 de agosto de 2025 | México                                                                          | 77–66                                 | Costa Rica                                                              | Ciudad Obregón                                                                |  |
| 20:00               | Parciales: 22-14, 25-22, 16-18, 14-12                                           | Parciales: 22-14, 25-22, 16-18, 14-12 | Parciales: 22-14, 25-22, 16-18, 14-12                                   |                                                                               |  |
|                     | Estadísticas Gabriel Girón (15) G. Bonilla, I. Gutiérrez (9) Francisco Cruz (9) | Reporte Pts Reb Asts                  | Estadísticas (13) Avery Martínez (7) Víctor Arias (6) Manrique Alvarado | Pabellón: Arena ITSON Árbitros: Roberto Vásquez Fernando Leite Julirys Guzmán |  |

| 9 de agosto de 2025 | Costa Rica                                                        | 76–80                                             | Jamaica                                                             | Ciudad Obregón                                                                |  |
| 16:00               | Parciales: 22-23, 15-19, 21-18, 13-11 (T.E.: 5-9)                 | Parciales: 22-23, 15-19, 21-18, 13-11 (T.E.: 5-9) | Parciales: 22-23, 15-19, 21-18, 13-11 (T.E.: 5-9)                   |                                                                               |  |
|                     | Estadísticas Víctor Arias (19) Víctor Arias (10) Isaac Conejo (6) | Reporte Pts Reb Asts                              | Estadísticas (34) Norman Powell (18) Romaro Gill (2) Seis jugadores | Pabellón: Arena ITSON Árbitros: Fernando Leite Julirys Guzmán Cooper Toppings |  |

| 9 de agosto de 2025 | México                                                             | 113–78                                | Barbados                                                                  | Ciudad Obregón                                                                 |  |
| 20:00               | Parciales: 25-24, 33-22, 32-16, 23-16                              | Parciales: 25-24, 33-22, 32-16, 23-16 | Parciales: 25-24, 33-22, 32-16, 23-16                                     |                                                                                |  |
|                     | Estadísticas Gael Bonilla (22) Gael Bonilla (7) Francisco Cruz (8) | Reporte Pts Reb Asts                  | Estadísticas (16) Carl Thorpe (7) Carl Thorpe (3) D. Hurley, K. Alexander | Pabellón: Arena ITSON Árbitros: Orlando Varela Nicolás Zivieri Carlos Pallarés |  |

| 10 de agosto de 2025 | Barbados                                                                   | 83–56                                | Costa Rica                                                          | Ciudad Obregón                                                               |  |
| 15:00                | Parciales: 16-8, 25-23, 25-12, 17-13                                       | Parciales: 16-8, 25-23, 25-12, 17-13 | Parciales: 16-8, 25-23, 25-12, 17-13                                |                                                                              |  |
|                      | Estadísticas Kyrone Alexander (35) Kyrone Alexander (16) Deroni Hurley (6) | Reporte Pts Reb Asts                 | Estadísticas (13) Steven McDonald (9) Víctor Arias (5) Isaac Conejo | Pabellón: Arena ITSON Árbitros: Carlos Pallarés Daniel García Julirys Guzmán |  |

| 10 de agosto de 2025 | Jamaica                                                          | 61–90                                | México                                                                | Ciudad Obregón                                                                 |  |
| 19:00                | Parciales: 8-24, 27-19, 12-23, 14-24                             | Parciales: 8-24, 27-19, 12-23, 14-24 | Parciales: 8-24, 27-19, 12-23, 14-24                                  |                                                                                |  |
|                      | Estadísticas Romaro Gill (14) Romaro Gill (13) Prince Foster (6) | Reporte Pts Reb Asts                 | Estadísticas (21) Francisco Cruz (12) Israel Gutiérrez (8) Paul Stoll | Pabellón: Arena ITSON Árbitros: Orlando Varela Nicolás Zivieri Cooper Toppings |  |

#### Grupo B
| Pos. | Equipo      | PJ | G | P | PF  | PC  | DP  | Pts | Clasificación   |
| ---- | ----------- | -- | - | - | --- | --- | --- | --- | --------------- |
| 1    | Chile (H)   | 3  | 3 | 0 | 277 | 180 | +97 | 6   | Clasificatorios |
| 2    | Cuba        | 3  | 2 | 1 | 236 | 210 | +26 | 5   | Clasificatorios |
| 3    | El Salvador | 3  | 1 | 2 | 206 | 270 | −64 | 4   |                 |
| 4    | Ecuador     | 3  | 0 | 3 | 217 | 276 | −59 | 3   |                 |

 Fuente: FIBA
Todos los horarios son locales (UTC−4).

##### Resultados
| 8 de agosto de 2025 | Cuba                                                                                | 83–63                                 | El Salvador                                                                  | Valdivia                                                                               |  |
| 17:30               | Parciales: 23-16, 22-22, 21-14, 17-11                                               | Parciales: 23-16, 22-22, 21-14, 17-11 | Parciales: 23-16, 22-22, 21-14, 17-11                                        |                                                                                        |  |
|                     | Estadísticas P. Bombino, J. Rivero (16) Pedro Bombino (10) M. Chacón, T. Casero (5) | Reporte Pts Reb Asts                  | Estadísticas (21) Ernesto Rodríguez (11) Brayan García (5) Ernesto Rodríguez | Pabellón: Coliseo Antonio Azurmendi Árbitros: Juan Fernández Carlos Vélez Aline García |  |

| 8 de agosto de 2025 | Chile                                                                            | 101–59                                | Ecuador                                                                       | Valdivia                                                                                 |  |
| 20:00               | Parciales: 19-19, 26-11, 26-13, 30-16                                            | Parciales: 19-19, 26-11, 26-13, 30-16 | Parciales: 19-19, 26-11, 26-13, 30-16                                         |                                                                                          |  |
|                     | Estadísticas Sebastián Carrasco (15) Nicolás Carvacho (8) Sebastián Carrasco (7) | Reporte Pts Reb Asts                  | Estadísticas (20) Johu Castillo (7) J. Castillo, A. Barahona (4) Luis Riascos | Pabellón: Coliseo Antonio Azurmendi Árbitros: Andrés Bartel Alan Dos Santos Ryan Langdon |  |

| 9 de agosto de 2025 | El Salvador                                                                | 47–98                               | Chile                                                                      | Valdivia                                                                                      |  |
| 19:00               | Parciales: 6-23, 8-24, 17-26, 16-25                                        | Parciales: 6-23, 8-24, 17-26, 16-25 | Parciales: 6-23, 8-24, 17-26, 16-25                                        |                                                                                               |  |
|                     | Estadísticas Brayan García (14) Marquise Mosley (6) Leonardo Hernández (5) | Reporte Pts Reb Asts                | Estadísticas (15) Nicolás Carvacho (9) Nicolás Carvacho (4) Tres jugadores | Pabellón: Coliseo Antonio Azurmendi Árbitros: Carlos Vélez Carmelo de la Rosa César Gonçalves |  |

| 9 de agosto de 2025 | Ecuador                                                                     | 69–79                                 | Cuba                                                                         | Valdivia                                                                                |  |
| 21:30               | Parciales: 18-17, 19-13, 17-27, 15-22                                       | Parciales: 18-17, 19-13, 17-27, 15-22 | Parciales: 18-17, 19-13, 17-27, 15-22                                        |                                                                                         |  |
|                     | Estadísticas Jordan Cárdenas (18) Jordan Cárdenas (13) Alexander Guerra (4) | Reporte Pts Reb Asts                  | Estadísticas (29) Jasiel Rivero (7) Reynaldo García (4) R. Garcia, J. Rivero | Pabellón: Coliseo Antonio Azurmendi Árbitros: Alan Dos Santos Ryan Langdon Aline García |  |

| 10 de agosto de 2025 | Chile                                                                      | 78–74                                 | Cuba                                                               | Valdivia                                                                                 |  |
| 19:00                | Parciales: 12-21, 21-10, 25-20, 20-23                                      | Parciales: 12-21, 21-10, 25-20, 20-23 | Parciales: 12-21, 21-10, 25-20, 20-23                              |                                                                                          |  |
|                      | Estadísticas Felipe Haase (21) Nicolás Carvacho (5) Sebastián Carrasco (7) | Reporte Pts Reb Asts                  | Estadísticas (25) Jasiel Rivero (12) Pedro Bombino (3) Tito Casero | Pabellón: Coliseo Antonio Azurmendi Árbitros: Andrés Bartel Carlos Vélez César Gonçalves |  |

| 10 de agosto de 2025 | El Salvador                                                            | 96–89                                 | Ecuador                                                                      | Valdivia                                                                                   |  |
| 21:30                | Parciales: 31-20, 20-25, 25-24, 20-20                                  | Parciales: 31-20, 20-25, 25-24, 20-20 | Parciales: 31-20, 20-25, 25-24, 20-20                                        |                                                                                            |  |
|                      | Estadísticas Brayan García (29) Brayan García (15) Marquise Mosley (7) | Reporte Pts Reb Asts                  | Estadísticas (20) Janer Arcila (7) J. Castillo, A. Barahona (4) Erick Mecias | Pabellón: Coliseo Antonio Azurmendi Árbitros: Carmelo de La Rosa Ryan Langdon Aline García |  |

## Clasificatorios

### Equipos clasificados
| Método de clasificación | Equipos |
| ----------------------- | --- |
| FIBA AmeriCup de 2025   | - Argentina - Bahamas - Brasil - Canadá - Colombia - Estados Unidos - Nicaragua - Panamá - Puerto Rico - República Dominicana - Uruguay - Venezuela |
| Preclasificación        | - Chile - Cuba - Jamaica - México |

### Sorteo
Los 16 equipos se distribuyeron en 8 bombos según una combinación de criterios geográficos y el Ranking Mundial FIBA Masculino. Los 8 equipos de Norteamérica y Centroamérica estarán en cuatro bombos específicos, al igual que 8 equipos de Sudamérica. Los bombos 1, 3, 5 y 7 alimentarán a los grupos A y B. Los bombos 2, 4, 6 y 8 alimentarán a los grupos C y D. Los 3 mejores equipos de cada grupo avanzarán a la Segunda Ronda y conformarán los Grupos E y F. 
| Bombo 1 - Estados Unidos - Canadá | Bombo 2 - Argentina - Brasil | Bombo 3 - Puerto Rico - República Dominicana | Bombo 4 - Venezuela - Uruguay |

| Bombo 5 - México - Bahamas | Bombo 6 - Colombia - Panamá | Bombo 7 - Jamaica - Nicaragua | Bombo 8 - Chile - Cuba |

Los integrantes de los bombos impares quedan sorteados en los grupos A y B de la clasificación. Los integrantes de los bombos pares quedan sorteados en los grupos C y D de la clasificación. Aparte, se sortea el orden de los partidos. 
| Grupo A 1. Estados Unidos 2. República Dominicana 3. México 4. Nicaragua | Grupo B 1. Puerto Rico 2. Canadá 3. Bahamas 4. Jamaica | Grupo C 1. Brasil 2. Venezuela 3. Colombia 4. Chile | Grupo D 1. Argentina 2. Uruguay 3. Panamá 4. Cuba |

### Primera ronda

#### Grupo A
| Pos. | Equipo               | PJ | G | P | PF | PC | DP | Pts | Clasificación |
| ---- | -------------------- | -- | - | - | -- | -- | -- | --- | ------------- |
| 1    | Estados Unidos       | 0  | 0 | 0 | 0  | 0  | 0  | 0   | Segunda ronda |
| 2    | República Dominicana | 0  | 0 | 0 | 0  | 0  | 0  | 0   | Segunda ronda |
| 3    | México               | 0  | 0 | 0 | 0  | 0  | 0  | 0   | Segunda ronda |
| 4    | Nicaragua            | 0  | 0 | 0 | 0  | 0  | 0  | 0   |               |

 Fuente: FIBA
Primera ventana
| 28 de noviembre de 2025 | Nicaragua             | vs.     | Estados Unidos |  |  |
|                         | Parciales: -, -, -, - |         |                |  |  |
|                         |                       | Reporte | Estadísticas   |  |  |

| 28 de noviembre de 2025 | México                | vs.     | República Dominicana |  |  |
|                         | Parciales: -, -, -, - |         |                      |  |  |
|                         |                       | Reporte | Estadísticas         |  |  |

| 1 de diciembre de 2025 | Estados Unidos        | vs.     | Nicaragua    |  |  |
|                        | Parciales: -, -, -, - |         |              |  |  |
|                        |                       | Reporte | Estadísticas |  |  |

| 1 de diciembre de 2025 | República Dominicana  | vs.     | México       |  |  |
|                        | Parciales: -, -, -, - |         |              |  |  |
|                        |                       | Reporte | Estadísticas |  |  |

Segunda ventana
| 26 de febrero de 2026 | Estados Unidos        | vs.     | República Dominicana |  |  |
|                       | Parciales: -, -, -, - |         |                      |  |  |
|                       |                       | Reporte | Estadísticas         |  |  |

| 26 de febrero de 2026 | Nicaragua             | vs.     | México       |  |  |
|                       | Parciales: -, -, -, - |         |              |  |  |
|                       |                       | Reporte | Estadísticas |  |  |

| 1 de marzo de 2026 | Estados Unidos        | vs.     | México       |  |  |
|                    | Parciales: -, -, -, - |         |              |  |  |
|                    |                       | Reporte | Estadísticas |  |  |

| 1 de marzo de 2026 | Nicaragua             | vs.     | República Dominicana |  |  |
|                    | Parciales: -, -, -, - |         |                      |  |  |
|                    |                       | Reporte | Estadísticas         |  |  |

Tercera ventana
| 3 de julio de 2026 | República Dominicana  | vs.     | Estados Unidos |  |  |
|                    | Parciales: -, -, -, - |         |                |  |  |
|                    |                       | Reporte | Estadísticas   |  |  |

| 3 de julio de 2026 | México                | vs.     | Nicaragua    |  |  |
|                    | Parciales: -, -, -, - |         |              |  |  |
|                    |                       | Reporte | Estadísticas |  |  |

| 6 de julio de 2026 | México                | vs.     | Estados Unidos |  |  |
|                    | Parciales: -, -, -, - |         |                |  |  |
|                    |                       | Reporte | Estadísticas   |  |  |

| 6 de julio de 2026 | República Dominicana  | vs.     | Nicaragua    |  |  |
|                    | Parciales: -, -, -, - |         |              |  |  |
|                    |                       | Reporte | Estadísticas |  |  |

#### Grupo B
| Pos. | Equipo      | PJ | G | P | PF | PC | DP | Pts | Clasificación |
| ---- | ----------- | -- | - | - | -- | -- | -- | --- | ------------- |
| 1    | Puerto Rico | 0  | 0 | 0 | 0  | 0  | 0  | 0   | Segunda ronda |
| 2    | Canadá      | 0  | 0 | 0 | 0  | 0  | 0  | 0   | Segunda ronda |
| 3    | Bahamas     | 0  | 0 | 0 | 0  | 0  | 0  | 0   | Segunda ronda |
| 4    | Jamaica     | 0  | 0 | 0 | 0  | 0  | 0  | 0   |               |

 Fuente: FIBA
Primera ventana
| 28 de noviembre de 2025 | Jamaica               | vs.     | Puerto Rico  |  |  |
|                         | Parciales: -, -, -, - |         |              |  |  |
|                         |                       | Reporte | Estadísticas |  |  |

| 28 de noviembre de 2025 | Bahamas               | vs.     | Canadá       |  |  |
|                         | Parciales: -, -, -, - |         |              |  |  |
|                         |                       | Reporte | Estadísticas |  |  |

| 1 de diciembre de 2025 | Puerto Rico           | vs.     | Jamaica      |  |  |
|                        | Parciales: -, -, -, - |         |              |  |  |
|                        |                       | Reporte | Estadísticas |  |  |

| 1 de diciembre de 2025 | Canadá                | vs.     | Bahamas      |  |  |
|                        | Parciales: -, -, -, - |         |              |  |  |
|                        |                       | Reporte | Estadísticas |  |  |

Segunda ventana
| 26 de febrero de 2026 | Puerto Rico           | vs.     | Canadá       |  |  |
|                       | Parciales: -, -, -, - |         |              |  |  |
|                       |                       | Reporte | Estadísticas |  |  |

| 26 de febrero de 2026 | Jamaica               | vs.     | Bahamas      |  |  |
|                       | Parciales: -, -, -, - |         |              |  |  |
|                       |                       | Reporte | Estadísticas |  |  |

| 1 de marzo de 2026 | Puerto Rico           | vs.     | Bahamas      |  |  |
|                    | Parciales: -, -, -, - |         |              |  |  |
|                    |                       | Reporte | Estadísticas |  |  |

| 1 de marzo de 2026 | Jamaica               | vs.     | Canadá       |  |  |
|                    | Parciales: -, -, -, - |         |              |  |  |
|                    |                       | Reporte | Estadísticas |  |  |

Tercera ventana
| 3 de julio de 2026 | Canadá                | vs.     | Puerto Rico  |  |  |
|                    | Parciales: -, -, -, - |         |              |  |  |
|                    |                       | Reporte | Estadísticas |  |  |

| 3 de julio de 2026 | Bahamas               | vs.     | Jamaica      |  |  |
|                    | Parciales: -, -, -, - |         |              |  |  |
|                    |                       | Reporte | Estadísticas |  |  |

| 6 de julio de 2026 | Bahamas               | vs.     | Puerto Rico  |  |  |
|                    | Parciales: -, -, -, - |         |              |  |  |
|                    |                       | Reporte | Estadísticas |  |  |

| 6 de julio de 2026 | Canadá                | vs.     | Jamaica      |  |  |
|                    | Parciales: -, -, -, - |         |              |  |  |
|                    |                       | Reporte | Estadísticas |  |  |

#### Grupo C
| Pos. | Equipo    | PJ | G | P | PF | PC | DP | Pts | Clasificación |
| ---- | --------- | -- | - | - | -- | -- | -- | --- | ------------- |
| 1    | Brasil    | 0  | 0 | 0 | 0  | 0  | 0  | 0   | Segunda ronda |
| 2    | Venezuela | 0  | 0 | 0 | 0  | 0  | 0  | 0   | Segunda ronda |
| 3    | Colombia  | 0  | 0 | 0 | 0  | 0  | 0  | 0   | Segunda ronda |
| 4    | Chile     | 0  | 0 | 0 | 0  | 0  | 0  | 0   |               |

 Fuente: FIBA
Primera ventana
| 27 de noviembre de 2025 | Chile                 | vs.     | Brasil       |  |  |
|                         | Parciales: -, -, -, - |         |              |  |  |
|                         |                       | Reporte | Estadísticas |  |  |

| 27 de noviembre de 2025 | Colombia              | vs.     | Venezuela    |  |  |
|                         | Parciales: -, -, -, - |         |              |  |  |
|                         |                       | Reporte | Estadísticas |  |  |

| 30 de noviembre de 2025 | Brasil                | vs.     | Chile        |  |  |
|                         | Parciales: -, -, -, - |         |              |  |  |
|                         |                       | Reporte | Estadísticas |  |  |

| 30 de noviembre de 2025 | Venezuela             | vs.     | Colombia     |  |  |
|                         | Parciales: -, -, -, - |         |              |  |  |
|                         |                       | Reporte | Estadísticas |  |  |

Segunda ventana
| 27 de febrero de 2026 | Brasil                | vs.     | Venezuela    |  |  |
|                       | Parciales: -, -, -, - |         |              |  |  |
|                       |                       | Reporte | Estadísticas |  |  |

| 27 de febrero de 2026 | Chile                 | vs.     | Colombia     |  |  |
|                       | Parciales: -, -, -, - |         |              |  |  |
|                       |                       | Reporte | Estadísticas |  |  |

| 2 de marzo de 2026 | Brasil                | vs.     | Colombia     |  |  |
|                    | Parciales: -, -, -, - |         |              |  |  |
|                    |                       | Reporte | Estadísticas |  |  |

| 2 de marzo de 2026 | Chile                 | vs.     | Venezuela    |  |  |
|                    | Parciales: -, -, -, - |         |              |  |  |
|                    |                       | Reporte | Estadísticas |  |  |

Tercera ventana
| 2 de julio de 2026 | Venezuela             | vs.     | Brasil       |  |  |
|                    | Parciales: -, -, -, - |         |              |  |  |
|                    |                       | Reporte | Estadísticas |  |  |

| 2 de julio de 2026 | Colombia              | vs.     | Chile        |  |  |
|                    | Parciales: -, -, -, - |         |              |  |  |
|                    |                       | Reporte | Estadísticas |  |  |

| 5 de julio de 2026 | Colombia              | vs.     | Brasil       |  |  |
|                    | Parciales: -, -, -, - |         |              |  |  |
|                    |                       | Reporte | Estadísticas |  |  |

| 5 de julio de 2026 | Venezuela             | vs.     | Chile        |  |  |
|                    | Parciales: -, -, -, - |         |              |  |  |
|                    |                       | Reporte | Estadísticas |  |  |

#### Grupo D
| Pos. | Equipo    | PJ | G | P | PF | PC | DP | Pts | Clasificación |
| ---- | --------- | -- | - | - | -- | -- | -- | --- | ------------- |
| 1    | Argentina | 0  | 0 | 0 | 0  | 0  | 0  | 0   | Segunda ronda |
| 2    | Uruguay   | 0  | 0 | 0 | 0  | 0  | 0  | 0   | Segunda ronda |
| 3    | Panamá    | 0  | 0 | 0 | 0  | 0  | 0  | 0   | Segunda ronda |
| 4    | Cuba      | 0  | 0 | 0 | 0  | 0  | 0  | 0   |               |

 Fuente: FIBA
Primera ventana
| 27 de noviembre de 2025 | Cuba                  | vs.     | Argentina    |  |  |
|                         | Parciales: -, -, -, - |         |              |  |  |
|                         |                       | Reporte | Estadísticas |  |  |

| 27 de noviembre de 2025 | Panamá                | vs.     | Uruguay      |  |  |
|                         | Parciales: -, -, -, - |         |              |  |  |
|                         |                       | Reporte | Estadísticas |  |  |

| 30 de noviembre de 2025 | Argentina             | vs.     | Cuba         |  |  |
|                         | Parciales: -, -, -, - |         |              |  |  |
|                         |                       | Reporte | Estadísticas |  |  |

| 30 de noviembre de 2025 | Uruguay               | vs.     | Panamá       |  |  |
|                         | Parciales: -, -, -, - |         |              |  |  |
|                         |                       | Reporte | Estadísticas |  |  |

Segunda ventana
| 27 de febrero de 2026 | Argentina             | vs.     | Uruguay      |  |  |
|                       | Parciales: -, -, -, - |         |              |  |  |
|                       |                       | Reporte | Estadísticas |  |  |

| 27 de febrero de 2026 | Cuba                  | vs.     | Panamá       |  |  |
|                       | Parciales: -, -, -, - |         |              |  |  |
|                       |                       | Reporte | Estadísticas |  |  |

| 2 de marzo de 2026 | Argentina             | vs.     | Panamá       |  |  |
|                    | Parciales: -, -, -, - |         |              |  |  |
|                    |                       | Reporte | Estadísticas |  |  |

| 2 de marzo de 2026 | Cuba                  | vs.     | Uruguay      |  |  |
|                    | Parciales: -, -, -, - |         |              |  |  |
|                    |                       | Reporte | Estadísticas |  |  |

Tercera ventana
| 2 de julio de 2026 | Uruguay               | vs.     | Argentina    |  |  |
|                    | Parciales: -, -, -, - |         |              |  |  |
|                    |                       | Reporte | Estadísticas |  |  |

| 2 de julio de 2026 | Panamá                | vs.     | Cuba         |  |  |
|                    | Parciales: -, -, -, - |         |              |  |  |
|                    |                       | Reporte | Estadísticas |  |  |

| 5 de julio de 2026 | Panamá                | vs.     | Argentina    |  |  |
|                    | Parciales: -, -, -, - |         |              |  |  |
|                    |                       | Reporte | Estadísticas |  |  |

| 5 de julio de 2026 | Uruguay               | vs.     | Cuba         |  |  |
|                    | Parciales: -, -, -, - |         |              |  |  |
|                    |                       | Reporte | Estadísticas |  |  |

### Segunda ronda

#### Grupo E
| Pos. | Equipo | PJ | G | P | PF | PC | DP | Pts | Clasificación                      |
| ---- | ------ | -- | - | - | -- | -- | -- | --- | ---------------------------------- |
| 1    | A1     | 0  | 0 | 0 | 0  | 0  | 0  | 0   | Copa Mundial de Baloncesto de 2027 |
| 2    | A2     | 0  | 0 | 0 | 0  | 0  | 0  | 0   | Copa Mundial de Baloncesto de 2027 |
| 3    | A3     | 0  | 0 | 0 | 0  | 0  | 0  | 0   | Copa Mundial de Baloncesto de 2027 |
| 4    | C1     | 0  | 0 | 0 | 0  | 0  | 0  | 0   | Mejor 4° lugar                     |
| 5    | C2     | 0  | 0 | 0 | 0  | 0  | 0  | 0   |                                    |
| 6    | C3     | 0  | 0 | 0 | 0  | 0  | 0  | 0   |                                    |

 Fuente: FIBA

#### Grupo F
| Pos. | Equipo | PJ | G | P | PF | PC | DP | Pts | Clasificación                      |
| ---- | ------ | -- | - | - | -- | -- | -- | --- | ---------------------------------- |
| 1    | B1     | 0  | 0 | 0 | 0  | 0  | 0  | 0   | Copa Mundial de Baloncesto de 2027 |
| 2    | B2     | 0  | 0 | 0 | 0  | 0  | 0  | 0   | Copa Mundial de Baloncesto de 2027 |
| 3    | B3     | 0  | 0 | 0 | 0  | 0  | 0  | 0   | Copa Mundial de Baloncesto de 2027 |
| 4    | D1     | 0  | 0 | 0 | 0  | 0  | 0  | 0   | Mejor 4° lugar                     |
| 5    | D2     | 0  | 0 | 0 | 0  | 0  | 0  | 0   |                                    |
| 6    | D3     | 0  | 0 | 0 | 0  | 0  | 0  | 0   |                                    |

 Fuente: FIBA

#### Mejor cuarto lugar
| Pos. | Grp | Equipo | PJ | G | P | GF | GC | DG | Pts | Clasificación                      |
| ---- | --- | ------ | -- | - | - | -- | -- | -- | --- | ---------------------------------- |
| 1    | E   | E4     | 0  | 0 | 0 | 0  | 0  | 0  | 0   | Copa Mundial de Baloncesto de 2027 |
| 2    | F   | F4     | 0  | 0 | 0 | 0  | 0  | 0  | 0   |                                    |

 Fuente: FIBA